# Gran Premio di superbike di Hockenheim 1994
Il Gran Premio di Superbike di Hockenheim 1994 è stata la seconda prova su undici del Campionato mondiale Superbike 1994, è stato disputato il 8 maggio sull'Hockenheimring e ha visto la vittoria di Scott Russell in gara 1, lo stesso pilota si è ripetuto anche in gara 2.
Il capofila provvisorio del campionato dopo la prima prova disputata, il britannico Carl Fogarty, pur essendosi qualificato non prende parte alle gare a causa di un incidente durante le prove stesse; perde in questo modo la testa della classifica a favore dello statunitense Scott Russell.

## Risultati

### Gara 1

#### Arrivati al traguardo[3]
| Pos. | Nº | Pilota              | Motocicletta | Tempo     | Griglia | Punti |
| ---- | -- | ------------------- | ------------ | --------- | ------- | ----- |
| 1º   | 1  | Scott Russell       | Kawasaki     | 29:08.360 | 1º      | 20    |
| 2º   | 3  | Aaron Slight        | Honda        | +0:00.350 | 4º      | 17    |
| 3º   | 8  | Terry Rymer         | Kawasaki     | +0:08.470 | 9º      | 15    |
| 4º   | 63 | Adrien Morillas     | Kawasaki     | +0:25.200 | 15º     | 13    |
| 5º   | 23 | Doug Polen          | Honda        | +0:25.630 | 7º      | 11    |
| 6º   | 79 | Jean-Yves Mounier   | Ducati       | +0:32.190 | 28º     | 10    |
| 7º   | 37 | Simon Crafar        | Honda        | +0:32.510 | 19º     | 9     |
| 8º   | 88 | Edwin Weibel        | Ducati       | +0:32.800 | 14º     | 8     |
| 9º   | 53 | Robert Phillis      | Kawasaki     | +0:35.880 | 22º     | 7     |
| 10º  | 61 | Roger Kellenberger  | Yamaha       | +0:36.800 | 12º     | 6     |
| 11º  | 76 | Alex Vieira         | Honda        | +0:37.050 | 16º     | 5     |
| 12º  | 49 | Andrea Perselli     | Ducati       | +0:37.280 | 31º     | 4     |
| 13º  | 41 | Michaël Paquay      | Honda        | +0:40.230 | 21º     | 3     |
| 14º  | 33 | Brian Morrison      | Honda        | +0:40.470 | 23º     | 2     |
| 15º  | 60 | Udo Mark            | Ducati       | +0:40.680 | 11º     | 1     |
| 16º  | 71 | Marcel Kellenberger | Kawasaki     | +0:41.020 | 24º     |       |
| 17º  | 39 | Matt Llewellyn      | Ducati       | +0:41.350 | 33º     |       |
| 18º  | 87 | Roberto Panichi     | Ducati       | +0:44.980 | 36º     |       |
| 19º  | 52 | Jochen Schmid       | Kawasaki     | +0:48.940 | 35º     |       |
| 20º  | 70 | Martin Wimmer       | Kawasaki     | +1:07.480 | 26º     |       |
| 21º  | 7  | Stéphane Mertens    | Ducati       | +1:14.310 | 32º     |       |

#### Ritirati
| Nº | Pilota                | Motocicletta | Giri     | Griglia |
| -- | --------------------- | ------------ | -------- | ------- |
| 40 | Serafino Foti         | Ducati       | +1 giro  | 30º     |
| 9  | Christer Lindholm     | Yamaha       | +5 giri  | 34º     |
| 4  | Fabrizio Pirovano     | Ducati       | +6 giri  | 3º      |
| 10 | Mauro Lucchiari       | Yamaha       | +7 giri  | 13º     |
| 59 | Mauro Moroni          | Kawasaki     | +8 giri  | 18º     |
| 11 | Andreas Meklau        | Ducati       | +8 giri  | 29º     |
| 36 | Valerio Destefanis    | Ducati       | +9 giri  | 6º      |
| 5  | Giancarlo Falappa     | Ducati       | +10 giri | 2º      |
| 54 | Denis Bonoris         | Kawasaki     | +10 giri | 27º     |
| 26 | Steve Hislop          | Honda        | +11 giri | 20º     |
| 68 | Stefan Scheschowitsch | Kawasaki     | +12 giri | 25º     |
| 20 | Keiichi Kitagawa      | Kawasaki     | +12 giri | 8º      |
| 62 | Rainer Jänisch        | Suzuki       | +13 giri | 17º     |
| 6  | Piergiorgio Bontempi  | Kawasaki     | +14 giri | 5º      |

### Gara 2

#### Arrivati al traguardo[4]
| Pos. | Nº | Pilota              | Motocicletta | Tempo     | Griglia | Punti |
| ---- | -- | ------------------- | ------------ | --------- | ------- | ----- |
| 1º   | 1  | Scott Russell       | Kawasaki     | 29:07.490 | 1º      | 20    |
| 2º   | 4  | Fabrizio Pirovano   | Ducati       | +0:00.250 | 3º      | 17    |
| 3º   | 23 | Doug Polen          | Honda        | +0:00.530 | 7º      | 15    |
| 4º   | 5  | Giancarlo Falappa   | Ducati       | +0:09.180 | 2º      | 13    |
| 5º   | 20 | Keiichi Kitagawa    | Kawasaki     | +0:10.550 | 8º      | 11    |
| 6º   | 8  | Terry Rymer         | Kawasaki     | +0:11.000 | 9º      | 10    |
| 7º   | 36 | Valerio Destefanis  | Ducati       | +0:14.000 | 6º      | 9     |
| 8º   | 88 | Edwin Weibel        | Ducati       | +0:25.250 | 14º     | 8     |
| 9º   | 60 | Udo Mark            | Ducati       | +0:26.460 | 11º     | 7     |
| 10º  | 11 | Andreas Meklau      | Ducati       | +0:26.790 | 29º     | 6     |
| 11º  | 59 | Mauro Moroni        | Kawasaki     | +0:30.960 | 18º     | 5     |
| 12º  | 9  | Christer Lindholm   | Yamaha       | +0:34.480 | 34º     | 4     |
| 13º  | 52 | Jochen Schmid       | Kawasaki     | +0:34.790 | 35º     | 3     |
| 14º  | 79 | Jean-Yves Mounier   | Ducati       | +0:35.020 | 28º     | 2     |
| 15º  | 54 | Denis Bonoris       | Kawasaki     | +0:35.530 | 27º     | 1     |
| 16º  | 33 | Brian Morrison      | Honda        | +0:35.840 | 23º     |       |
| 17º  | 76 | Alex Vieira         | Honda        | +0:36.070 | 16º     |       |
| 18º  | 71 | Marcel Kellenberger | Kawasaki     | +0:36.300 | 24º     |       |
| 19º  | 39 | Matt Llewellyn      | Ducati       | +0:36.760 | 33º     |       |
| 20º  | 41 | Michaël Paquay      | Honda        | +0:59.910 | 21º     |       |
| 21º  | 62 | Rainer Jänisch      | Suzuki       | +1 giro   | 17º     |       |

#### Ritirati
| Nº | Pilota                | Motocicletta | Giri     | Griglia |
| -- | --------------------- | ------------ | -------- | ------- |
| 68 | Stefan Scheschowitsch | Kawasaki     | +1 giro  | 25º     |
| 87 | Roberto Panichi       | Ducati       | +3 giri  | 36º     |
| 40 | Serafino Foti         | Ducati       | +4 giri  | 30º     |
| 3  | Aaron Slight          | Honda        | +6 giri  | 4º      |
| 49 | Andrea Perselli       | Ducati       | +9 giri  | 31º     |
| 7  | Stéphane Mertens      | Ducati       | +9 giri  | 32º     |
| 26 | Steve Hislop          | Honda        | +10 giri | 20º     |
| 61 | Roger Kellenberger    | Yamaha       | +11 giri | 12º     |
| 70 | Martin Wimmer         | Kawasaki     | +11 giri | 26º     |
| 6  | Piergiorgio Bontempi  | Kawasaki     | +12 giri | 5º      |
| 53 | Robert Phillis        | Kawasaki     | +12 giri | 22º     |
| 10 | Mauro Lucchiari       | Yamaha       | +12 giri | 13º     |
| 63 | Adrien Morillas       | Kawasaki     | +12 giri | 15º     |
| 37 | Simon Crafar          | Honda        | +12 giri | 19º     |